# Borowucha
Borowucha (ukr. Боровуха) – wieś na Ukrainie w rejonie kowelskim, w obwodzie wołyńskim. W II Rzeczypospolitej miejscowość wchodziła w skład gminy wiejskiej Lelików w powiecie kobryńskim województwa poleskiego. Do II wojny światowej w pobliżu wsi znajdowały się chutory: Chwoiszcze Małe, Chwoiszcze Wielkie, Czemerniki, Mokre Małe oraz Pochył.
Do 2020 w rejonie ratnieńskim.